# 933 Susi
933 Susi eller 1927 CH är en asteroid i huvudbältet, som upptäcktes den 10 februari 1927 av den tyske astronomen Karl Wilhelm Reinmuth i Heidelberg. Den är uppkallad efter Susi Graff, fru till den tyske astronomen Kasimir Graff.
Asteroiden har en diameter på ungefär 21 kilometer och den tillhör asteroidgruppen Erigone.